# Corps Saxonia Jena

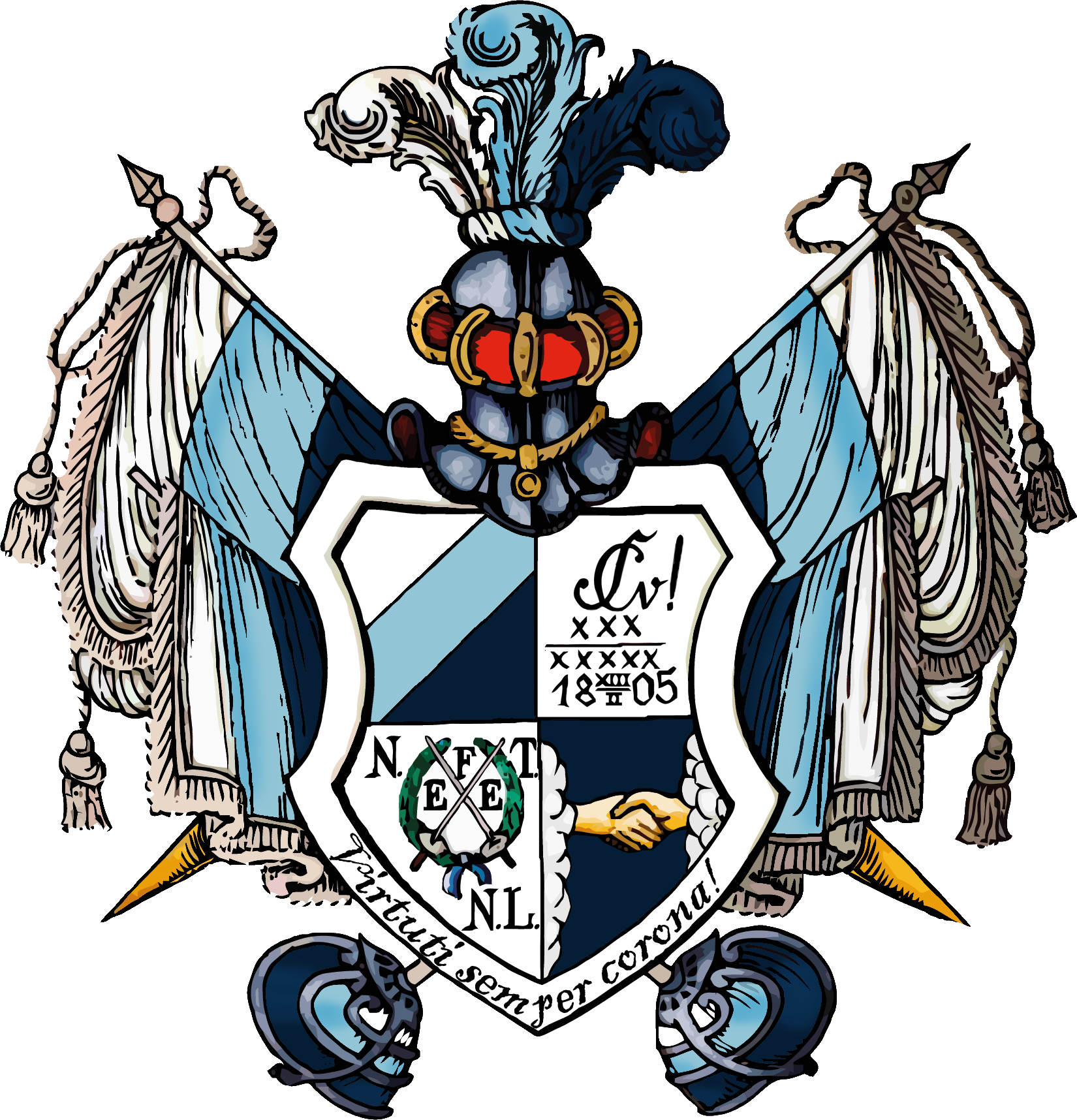
Wappen Corps Saxonia Jena

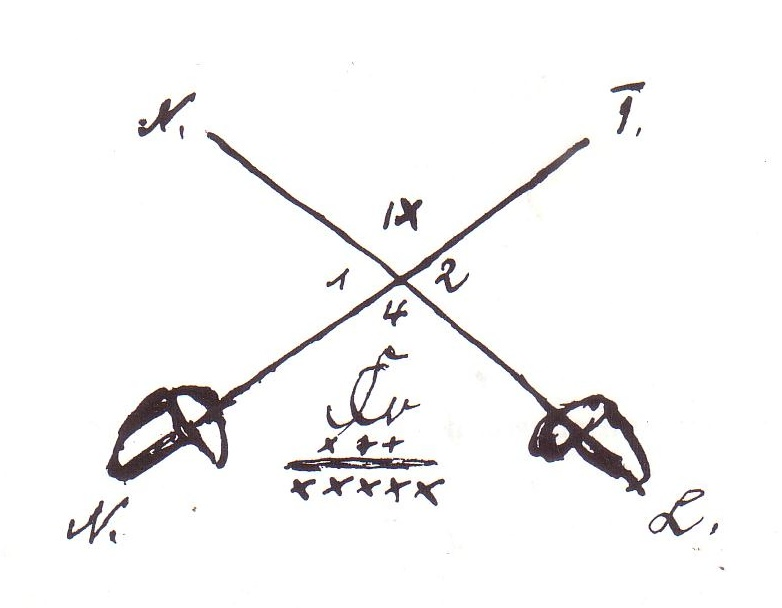
Bundeszeichen in der Constitution von 1812

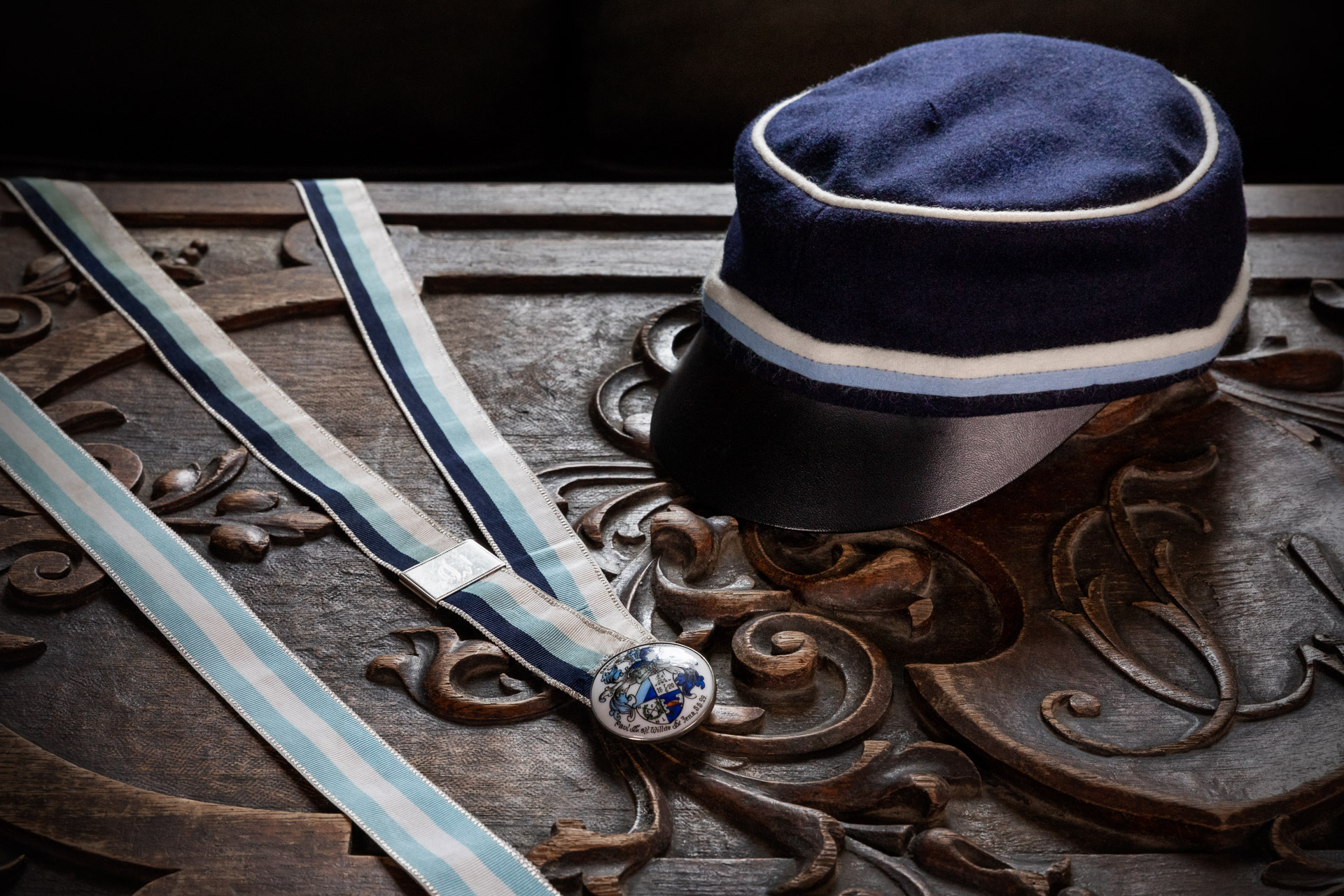
Couleur des Corps Saxonia Jena: Blaue Mütze, Corpsburschenband in dunkelblau-hellblau-weiß von unten mit silberner Perkussion, Fuchsenband in hellblau-weiß-hellblau

Das Corps Saxonia Jena ist eine pflichtschlagende und farbentragende Studentenverbindung im Kösener Senioren-Convents-Verband (KSCV). Das Corps vereint Studenten und Alumni der Friedrich-Schiller-Universität Jena, der Ernst-Abbe-Hochschule Jena und der Rheinischen Friedrich-Wilhelms-Universität Bonn. Die Corpsmitglieder werden Jenaer/Jenenser Sachsen oder wie von alters her Jenschsachsen genannt.

## Couleur
Saxonia hat die Farben dunkelblau-hellblau-weiß (von unten gezählt) mit silberner Perkussion. Dazu wird eine dunkelblaue Studentenmütze getragen. Das Fuchsband ist hellblau-weiß-hellblau.
Der Wahlspruch des Corps ist Virtuti semper corona! (Deutsch: „Der Tugendhaftigkeit die Krone!“) Die beiden Wappensprüche sind Ehre, Frohsinn, Einigkeit – Neminem time, neminem laede! (Deutsch: „Fürchte niemanden, verletze niemanden!“)
Das Studentenwappen zeigt heraldisch oben rechts die Farben des Corps in zweifach schräglinks geteiltem Feld, links oben Zirkel, Kreuzbruch und Stiftungsdatum, rechts unten das Bundeszeichen mit gekreuzten Glockenschlägern und den Anfangsbuchstaben der Wappensprüche (EFE bzw. NTNL), links unten in Dunkelblau Treuhände mit Wolkenmanschette.

## Geschichte
Das Corps Saxonia wurde unter dem Namen Landsmannschaft Altenburgia auf der Tanne am 13. Februar 1805 von Studenten an der Universität Jena gegründet (heute Friedrich-Schiller-Universität). Die Traditionen reichen aber noch weiter zurück. Bereits im Jahre 1768 wird eine Landsmannschaft Saxonia in den Quellen erwähnt. Für das Jahr 1792 sind die blau-weißen Farben für die Jenenser Sachsen belegt. Andere Sachsencorps haben, zum Teil in Variationen, von der alten Landsmannschaft Saxonia Jena die blau-blau-weiße Farbkombination übernommen, so nachweislich die Corps Saxonia Leipzig, Saxonia Halle und Saxonia Göttingen. Prägend im Alltagsleben und in der Ausrichtung für das Jenenser Sachsencorps blieb bis heute der Einfluss der auf besonderen Zusammenhalt abzielenden alten Studentenorden. Aufgrund seiner besonderen Geschichte geht Wilhelm Fabricius in seinem Standardwerk Die deutschen Corps ausführlich auf Saxonia Jena ein.
Am 13. Juni 1808 erfolgt die Umbenennung in Landsmannschaft Saxonia, die sich am 15. Juni 1815 auflöst, um zunächst nach einigem Widerstand lokalem Zwang der Zeit folgend in der in Jena neu entstehenden Burschenschaft (Urburschenschaft) aufzugehen, der jedoch kein langes Leben beschieden war und heute in den drei Burschenschaften Teutonia Jena, Germania Jena und Arminia Jena fortbesteht. Wie aus dem Archiv der Burschenschaft Germania hervorgeht existierte eine Burschenschaft Saxonia mit dem gleichen Couleur wie das spätere Corps von 1817 bis 1818. Am 7. Juni 1820 stiftete sich das Corps Saxonia.
Über den Jenenser SC ist das Corps Gründungsmitglied des Kösener Senioren-Convents-Verbandes, der 1848 in der Aula der Universität Jena gegründet wurde. 1893 (und 1963 mittelbar in Bonn) war Saxonia das präsidierende Vorortcorps im KSCV und stellte den Vorsitzenden des oKC.
Im Jahre 1936 musste sich das Corps unter nationalsozialistischem Druck auflösen, existierte aber als SC-Kameradschaft Saaleck bis 1945 weiter.
Nach dem Krieg bildete die Saxonia Jena mit dem Corps Saxonia Bonn am 13. Februar 1951 einen gemeinsamen Corpsburschen-Convent (CC) unter dem Namen Corps Saxonia Jena et Bonn zu Bonn. Am 14. Dezember 1991 wurde die Trennung beider Corps beschlossen; Saxonia Jena kehrte 1993 nach Jena zurück. Es residiert seit Mitte der 90er Jahre wieder auf der Sachsenburg, dem 1898 im neoromantischen Stil errichteten Verbindungshaus.

## Haus

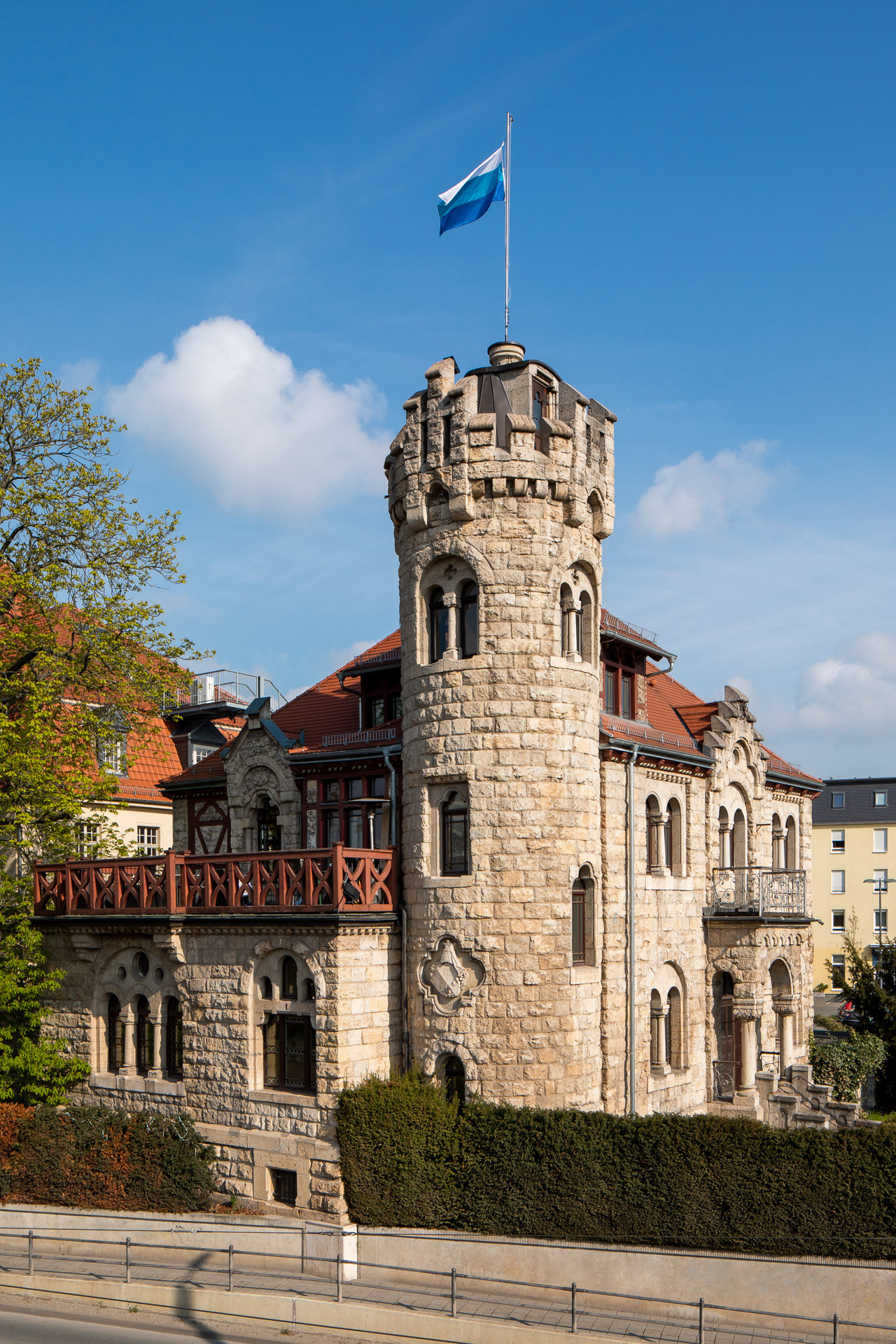
Corpshaus der Saxonia Jena (2021)

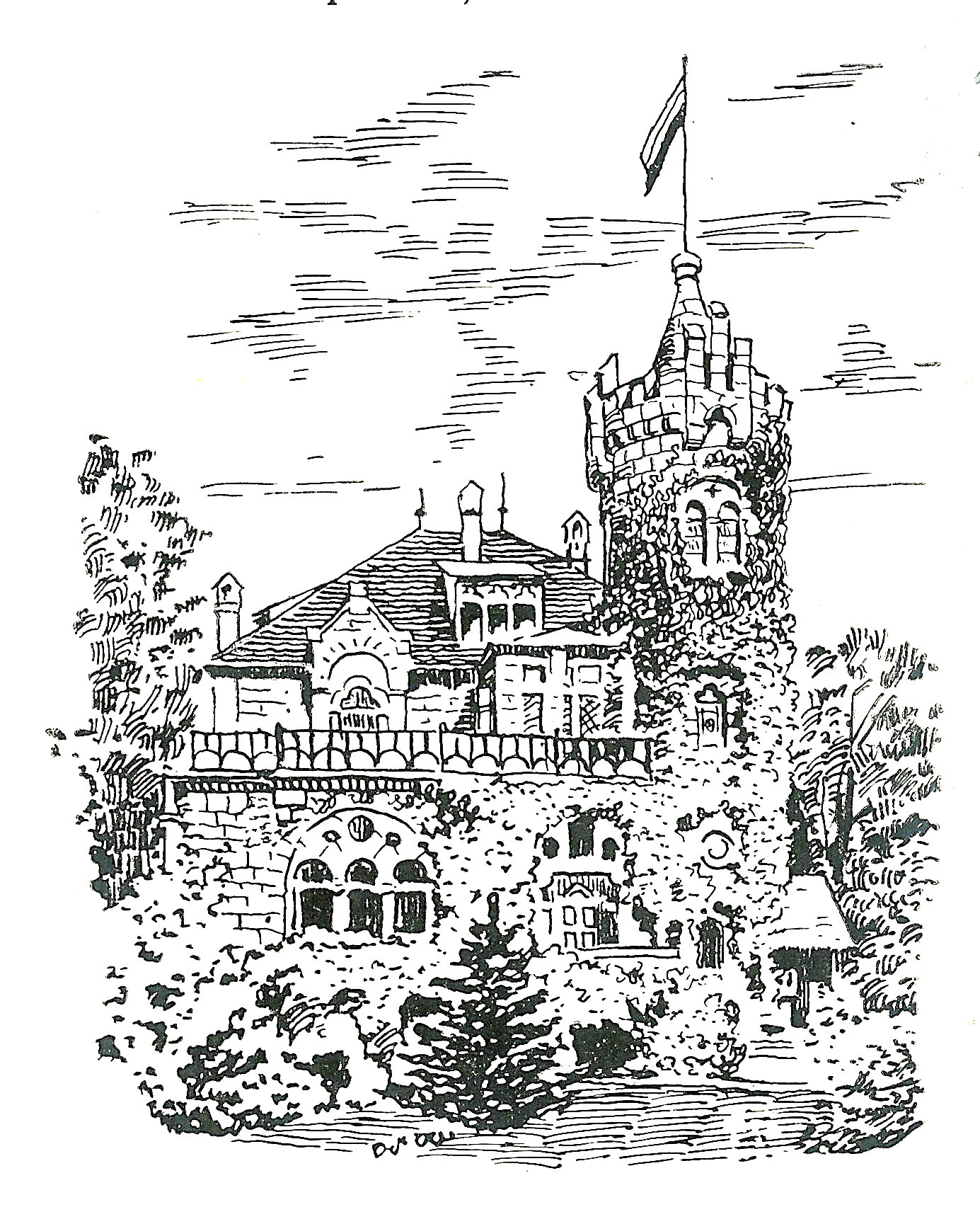
Zeichnung des Corpshauses von ca. 1910

Das Corpshaus der Saxonia, die Sachsenburg in der Knebelstraße 2, gegenüber dem Paradiesbahnhof, wurde 1898 im neoromanischen Stil als Verbindungshaus errichtet und steht unter Denkmalschutz.

## Mitglieder
In alphabetischer Reihenfolge
- Wilhelm Albrecht (1821–1896), Gutsbesitzer, Provinziallandschaftsdirektor in Danzig, Mitglied des Reichstags
- Heinrich Bade (1823–1908), Bürgermeister von Schwerin
- Felix Bärwinkel (1864–1927), MdR
- Carl Bartholomäi Kühne (1790–1857), Landrat, Rittergutsbesitzer und Landtagsabgeordneter im Großherzogtum Sachsen-Weimar-Eisenach
- Adolf Bastian (1826–1905), Ethnologe
- Otto Biffé (1878–1917), Kreisdirektor in Erstein
- Heinrich Blumenthal (1804–1881), Professor für Geburtshilfe und Therapie an der Universität Charkiw
- Gustav von Bonin (1797–1878), preußischer Oberpräsident, Alterspräsident des Reichstages
- Alfred Brehm (1829–1884), Naturforscher und Schriftsteller
- Reinhold Brehm (1830–1891), Arzt, Ornithologe, Naturforscher und Schriftsteller
- Gerhard Buchda (1901–1977), Rechtshistoriker
- Georg Busse (1871–1945), MdHdA, Abgeordneter im Sejm
- Gustav Drevs (1907–1988), Landtagsabgeordneter in Schleswig-Holstein
- Heinrich von Eckardt (1861–1944), Botschafter
- Karl Eggers (1826–1900), Lyriker
- Paul Ehrenberg (1875–1956), Agrikulturchemiker, Hochschullehrer
- Friedrich Endemann (1857–1936), Rechtslehrer in Heidelberg
- Otto Flöl (1887–1959), Mitglied des Landtages von Schleswig-Holstein
- Wilhelm Föllmer (1908–2007), Gynäkologe, Generaldirektor des libyschen Gesundheitswesens
- Friedrich Christoph Förster (1791–1868), Historiker, Dichter und Schriftsteller
- Albrecht von Giseke (1822–1890), Staatsminister des Herzogtums Sachsen-Meiningen
- Richard Grün (1883–1947), Baustoffchemiker
- Friedrich von Hahn (1823–1897), deutscher Jurist
- Balduin Herrmann (1856–1932), Chefredakteur der Danziger Zeitung, MdHdA
- Albert von Holleben (1825–1902), Geheimer Staatsrat, Kammerherr und Vorstand der Finanzabteilung des Fürstlich Schwarzburgischen Ministeriums
- Bernhard von Holleben genannt von Normann (1824–1897), General der Infanterie
- Franz Hübschmann (1817–1880), deutsch-amerikanischer Arzt und Politiker
- Konrad Keilhack (1858–1944), Geologe
- Felix Klewitz (1884–1963), Internist und Hochschullehrer
- Konstantinos Kourouniotis (1872–1945), Klassischer Archäologe
- Hero Kruse († 1952), Landrat in Stallupönen
- Heinrich Carl Wilhelm Küpfer (1792–1865), Träger des Pour le Mérite, Legationsrat, Mitglied des Vereinigten Landtags, des Preußischen Abgeordnetenhauses, der Preußischen Ersten Kammer und des Provinziallandtags von Posen
- Ernst Anton Lewald (1790–1848), evangelischer Theologe, Rektor der Universität Heidelberg
- Albrecht Meckel von Hembsbach (1790–1829), Anatom und Gerichtsmediziner
- Fritz Lützenberg (1901–1974), Professor für Kleintierzucht in Ost-Berlin
- Christian Heinrich Fürchtegott Mörlin (1787–1852), Pfarrer und Dichter von Kirchenliedern
- Julius Oeltzen (1790–1867), evangelisch-lutherischer Geistlicher
- Hermann Passow (1865–1919), Baustoffchemiker
- Matthias Pier (1882–1965), Chemiker
- Walther Plugge (1886–1960), Rechtsanwalt, Notar, Urheberrechtler
- Wilhelm Reichmann (1920–2016), Chirurg in Jena und Köln
- Hans Reimann (1888–1978), Syndikatsdirektor
- Wilhelm Rein (1809–1865), Altphilologe, Rechtshistoriker, Heimatforscher und Gymnasiallehrer
- Rudolf Ridel (1828–1893), Landschaftsmaler
- August Roese (1807–1891), Oberbürgermeister von Eisenach
- Hubertus Rolshoven (1913–1990), Industriemanager
- Diedrich Sägelken (1816–1891), Schulrektor, Mitglied des Oldenburgischen Landtags
- Sean Patrick Saßmannshausen (* 1971), Wirtschaftswissenschaftler
- Carl von Scheliha (1802–1865), Rittergutsbesitzer, Landrat des Landkreises Militsch, MdHdA, MdHH
- Georg Friedrich Schömann (1793–1879), Altphilologe
- Ferdinand Schröder (1818–1857), Arzt, Mitglied der Frankfurter Nationalversammlung, Karikaturist
- Theodor Schwartz (1810–1876), Staatsrat in Schwarzburg-Rudolstadt, Mitglied des Erfurter Unionsparlaments
- Heinrich Schwarz (1903–1977), Maler und Bildhauer
- Carl von Schwendler (1812–1880), Jurist, Staatsminister und Mitglied des Reichstags
- Konrad Seige (1921–2017), Internist und Hochschullehrer, Chronist der Kameradschaft Saaleck
- Hermann von Staff zu Reitzenstein (1790–1867), Offizier in den Koalitionskriegen
- Johann Gottlieb Stemler (1788–1856), Arzt, Bürgermeister von Zeulenroda, Mitglied des Erfurter Unionsparlaments
- Karl von Strauch (um 1805–1872), Landrat in Schleiz, Fürstentum Reuß jüngerer Linie
- Ottokar Thon (1792–1842), Leutnant im Lützowschen Freikorps, Bevollmächtigter des Zoll- und Handelsvereins der Thüringischen Staaten beim Deutschen Zollverein
- Theodor Thon (1792–1838), Naturforscher
- Werner Usbeck (1920–2007), Chirurg, Rektor der Medizinischen Akademie Erfurt
- Theodor Vogel (1838–1925), Reformer des Realgymnasiums in Sachsen
- Otto Wachenhusen (1820–1889), MdR im Norddeutschen Bund
- Carl Weyhe (1789–1879), Landrat in Quedlinburg
- Heinrich von Wintzingerode (1806–1864), Regierungspräsident